# Караколес (родовище)
Караколес (англ. Caracoles) — велике оловорудне родовище в Болівії, за 100 км від міста Ла-Пас. Розробляється з 1918 року.

## Характеристика
Загальна площа родовища 18 км². Представлене кварцовими жилами в ранньопалеозойських гранітоїдах. Рудні мінерали: каситерит, вольфраміт, бісмутин, пірит і сфалерит; нерудні — турмалін, хлорит і анкерит. Макс. вміст олова до 5%, середній — 1,63%. Жили простежуються до глибини 330 м. Попутно з оловом з руд добуваються вольфрам і бісмут. Загальні запаси руди близько 75 тис. т.

## Технологія розробки
Спосіб розробки — підземний. Розкриття родовища — шахтними стовбурами і штольнями. Збагачення руди — гравітацією, магнітною сепарацією, промивкою на концентраційних столах. Одержують низькосортний концентрат (вміст олова до 60 %), який додатково збагачують флотацією з отриманням високоякісного концентрату з вмістом олова 70-72 %.